# Joybells
Joybells är en gospelkör som från början hette ”Ungdomskören Immanuel”. Kören bildades 1963 och har sin hemvist i Immanuelskyrkan i Örebro. 60-årsjubileum firades i oktober 2023 och från 2024 har kören tagit en paus.

## Historik

### Tidig historia
Joybells är den första svenska kör som introducerade afroamerikansk gospel för svensk publik. Det skedde på hösten 1966 efter ett möte med den svarta gospelkören från First Church of Deliverance i Chicago, som det året turnerade i Sverige och besökte Örebro en vecka före midsommar. Bengt Halleby och Kjell Olauson som var dirigent och pianist i ungdomskören fascinerades av både musikstilen och det sätt gospelkören från Chicago framförde sina sånger. Den första gospelsång som Kjell arrangerade hette just Joybells, vilken sedan kom att bli körens namn och signatur. Den sjöngs av kören för första gången den 20 juni 1966.
Sångerskan Sallie Martin, som turnerade med Chicagokören och som kommit att kallas gospelns moder, bidrog aktivt genom åren genom att skicka noter och inspelningar av gammal och ny gospel. Även hennes samarbetspartner Thomas Dorsey (kallad gospelns fader) kom att bli en värdefull kontakt.
Kjell Olauson gjorde under 1966–1967 ett stort antal arrangemang och omarbetningar av gospelsånger från First Church of Deliverance som framfördes runt om i Sverige, vilket bidrog till att gospeln som musikgenre fick fotfäste i Sverige. Gospelrepertoaren utvecklades vidare under flera år därefter och när kören medverkade i Hylands hörna hade programmet 4,1 miljoner tittare. Joybells deltog också i TV:s Röda fjädern-insamlingar och gjorde sex egna TV-program från Björngårdsvillan i Göteborg. 1967 och 1968 gav kören ut sina två första EP-skivor. Namnet Joybells antog kören 1967 inför en kommande Europaturné där man gav konserter i Tyskland, Nederländerna och Schweiz.
Till sommaren 1969 utkom Joybells med gruppens första LP-skiva. Där ingick sången Oh Happy Day som spelats in i rekordfart bara tre veckor efter att den uppförts av Edwin Hawkins Singers och gått upp på USA-listan.
I juli 1974 begav sig Joybells ut på USA-turné. Man besökte New York, Dallas, El Paso, Phoenix, Grand Canyon, Los Angeles, San Francisco och slutligen Portland i Oregon. Konserter, radio- och TV-program och 400 mil i buss stod på programmet.

### Ung ton
Från 1967 sjöng kören den första söndagen varje månad på förmiddagsgudstjänsten och senare på kvällen i det egna evenemanget Ung ton dit ungdomar från när och fjärran under mer än 40 års tid lockades för att lyssna på Joybells och inbjudna sångare, musiker eller talare.

### 1973-1984
- 1973 – Kören medverkade när Sveriges första formel 1-lopp genomfördes på Anderstorp Raceway. Örebrosonen Ronnie Peterson var den stora stjärnan och slutade på en andra plats i sin Lotus. Resan fortsatte sedan till Kalmar och därefter till Samuelssons nyinvigda Löttorpscamping på Öland.
- 1973-1974 – Nyårsresa till Las Palmas.
- 1974 – Fyra dagarsresa med besök i Vetlanda, Nässjö, Växjö, Helsingborg, Knislinge, Ljungby.
- 1974 – USA-turné: New York, Texas, Arizona, Kalifornien och Oregon.
- 1975 – Midsommarresa till Dalarna. Ludvika, Rättvik, Orsa, Dala-Järna.
- 1976 – Norrlandsturné under 14 dagar. Hedesunda, Rättvik, Källvik, Söderhamn, Örnsköldsvik, Piteå, Luleå och Umeå besöktes under resan.
- 1977 – Midsommarresa till Gotland där kören sjöng i Almedalen och i många Gotlandskyrkor, också ”i fält” på Tofta skjutfält för soldaterna på P 18.
- 1978 – Midsommarresa till Skottek Ulricehamn, Lundsbrunn, Lidköping, Björngårdsvillan Göteborg, Grindhult Uddevalla, Drammen, Oslo.
- 1979 – Midsommarresa till Värmland. Karlstad, Arvika, Sunne, Sunnemo.
- 1980 – Midsommar i Dalarna. Dalagården – konferens med Stanley Sjöberg, Falun.
- 1980 – Konsert i Filadelfiakyrkan i Örebro tillsammans med kören First Church of Deliverance från Chicago med Ralph GoodPasteur som dirigent.
- 1981 – Körresa till Norrland. Östersund. Inspelning för SR P1 "Sommarvykort från Sverige" i Orsa, Dalarna.
- 1981 – Svenska skidspelen i Falun, kören sjöng för svenska skideliten och vår kung Carl XVI Gustaf.
- 1981 – Körresa till Norrland. Östersund, konferens på Arnemark, Norrbotten. På hemvägen inspelning för SR P1 ”Sommarvykort från Sverige” i Orsa, Dalarna.
- 1982 – Midsommar i Nässjö och Ralingsås.
- 1982 – Körvecka på Bornholm.
- 1983 – TV-inspelning från Seglora kyrka på Skansen.
- 1983 – Midsommarresa till Örnsköldsvik inklusive konferens på EFS-gården.
- 1983 – Körvecka på Bornholm.
- 1983 – Den 27 juli sjunger Joybells på Friidrotts-SM.
- 1984 – Midsommarresa till Ungdomsborgen Nässjö och Ralingsås, sedan vidare till Jylland, Danmark. Ålborg/Nörresundby, Pandrup, Lökken, Legoland, Brande (10 dagar).

### 1985-1988
- 1985 – Midsommar på Anderstorp och Östgötagården.
- 1986 – Midsommar: Torp (måndag), Ralingsås (fredag-söndag).
- 1987 – Singel – Save the people.
- 1988 – Midsommar i Värmland med besök på Frank Mangsgården.
- 1988 – Kören firade sitt 25-årsjubileum i Konserthuset i Örebro. 200 sångare deltog i firandet och inbjuden till firandet var Chicagokörens ledare Ralph GoodPasteur. Det var Ralph som med sin kör inspirerade ungdomskören Immanuel att börja sjunga gospel. Namnet Joybells tog kören efter en sång som var skriven av Ralph.

### 1988-1996
1991 gjordes en Europaturné med besök i Österrike där kören sjöng i Wien och i Salzburg. Resan fortsatte till Frankrike med konserter i Dijon, Le Mans och Paris.
1992 var ett stort år för kören. Efter 19 år släpptes en ny CD – I Won´t Turn Back. I november medverkade kören i Barncancerfondens TV-gala En gränslös kväll och fem dagar efter TV-galan sjöng kören med Celine Dion i TV-programmet Direkt från Berns. De medverkade sedan på flera svenska artisters CD-produktioner. Vi är vårt land med Tomas Ledin, The Film I´d Like to See med Josefin Nilsson och Regnet med Anders Glenmark. Sommarresa följde med konserter på danska Jylland.
I juni 1993 genomfördes en USA-turné där kören under 3 veckor bland annat besökte kyrkan First Church of Deliverance och körledaren Ralph GoodPasteur. Det var Ralph som med sin kör kom till Sverige 1966 och inspirerade Joybells att börja sjunga gospel. Här fick kören möjlighet att studera sitt ursprung på nära håll.
Joybells medverkade i flera TV-sändningar under året, bland annat från Skansen och i programmet Oldsberg – för närvarande och sommarprogram med Per-Erik Nordkvist.
1993-1994 började samarbetet med Carola. Joybells deltog på 4 spår på hennes gospelplatta My tribute. Därefter följde en grupp ur kören, Colors of Joybells, med på hennes gospelturné.
1994 medverkade Joybells i flera TV-program tillsammans med Cyndee Peters.
1995 spelade kören in en ny CD – Joy & Praise. Rickey Grundy från Los Angeles, ett tongivande gospelnamn i USA, kom med tre specialskrivna sånger till Joybells CD och var dessutom medproducent. Samma år spelade Joybells in en julskiva med Sten Nilsson – Julnatt. Kören medverkade i flera TV-program med Sten, bland annat Solsta café och Julkonsert från Grythyttans kyrka. Joybells besökte under året Belgien och Nederländerna där kören medverkade på en stor kristen ungdomsfestival i Utrecht med 30.000 i publiken.
1996 besökte kören Nederländerna och Tyskland, bland annat med en konsert i Köln. I Tyskland spelade Joybells in en live CD – Live in Germany. Påskveckan 1997 var kören åter i Tyskland för konserter.
Under många år deltog Joybells i Stockholm Gospelkörfestival.

### 1996-2008
1987 började Joakim Arenius som körsångare i Joybells och blev sedan körens ledare och dirigent mellan åren 1996-2004. Från 2000 delade han ansvaret med Karolina Cederqvist som tog över ledarskapet då Joakim efter nio år slutade som körledare. Karolina började i Joybells 1997 och var körledare 2000-2008.
1996 – CD – Live in Germany, inspelad live under två dagar i Kassel.
1996 – CD – Having church, inspelad live i Örebro (en inspelning av Ung Ton).
1997 och 1998 gjordes två längre Tysklandsturnéer som uppföljning till skivan Live in Germany.
1998-1999 – Vid nyåret medverkade Joybells på Mission ´99 i Utrecht, Holland.
År 2000 var det åter dags för en USA-resa där man bl.a. besökte Rickey Grundys studio i Los Angeles och medverkade på dennes CD ”Testimony” tillsammans med Anthony Faulkner.
2000-2001 var Joakim Arenius bosatt i New York och då leddes kören av Karolina Cederqvist, Thomas Erdtman och Susanne Kjellgren.
2002 producerades en ny CD – Oh happy day – med gästsolisterna Magnus Carlsson, André de Lang, Gladys del Pilar, Anders Ekborg, LaGaylia Frazier, Jerry Williams och Margareta Jalkéus. CD:n såldes i över 25000 exemplar.
2002 medverkan på Bingolottos uppesittarkväll ihop med LaGaylia Frazier, Elisabeth Andreassen och Lotta Engberg.
2002 besökte kören också Essen i Tyskland och genomförde en konsert med bl.a. Edwin Hawkins. Det var premiären för Gospel Kirchentag som arrangerades av Creative Kirche, den organisation som kom att samarbeta med Joakim Arenius för körhelger i Tyskland. De sprider Joybells musik i den tysktalande delen av Europa. 
2003 – USA: New York, knappt tre veckor med konserter i New York City, Washington D.C. och New Jersey. Besök hos bl.a. Hezekiah Walker och Timothy Wright. 
2003 – Körens 40-årsjubileum på Behrn Arena i Örebro.
2004 släppte kören CD:n What a Wonderful World med gästartisterna LaGaylia Frazer, Sahlene, Björn Skifs, Nanne Grönwall, Jan Åström, Robert Wells, Magnus Bäcklund, Anne-Lie Rydé och Jessica Andersson. Vid denna tid hade streamingtjänster börjat konkurrera med skivförsäljning, så försäljningen gick sämre. Men Joybells spelade in en reklamfilm för kommersiell svensk TV i form av friluftsgospel på Kinnekulle.
2004-2007 uppfördes Gospel i Juletid, en konsert där alla intäkterna gick till hjälp för HIV/AIDS-arbete i Asien och Afrika.
2004 besökte kören Saalbau Witten i Tyskland (en evenemangsplats nära Wittens centrum som lockade många till platsen) där Joakim och Joybells genomförde Gospel-Power-Workshop. Samma år hölls också seminarier med Årdal Gospelkör i Norge.
2006 reste Joybells till Ryssland och vänförsamlingen i Viborg. Under vistelsen höll kören även en konsert i Sankt Petersburg. 2007 gjordes ännu ett besök i Ryssland och 2008 åkte en mindre grupp med musiker, sångare och ledare för att hålla i workshops då intresset för att lära sig gospel var mycket stort.
2008 reste Joybells till Island och deltog i en stor musikfestival.
Under dessa år gjordes det dessutom många konserter runt om i Sverige och kören sjöng frekvent i sin egen församling Immanuelskyrkan Örebro där det bjöds in till Gospelgudstjänster varje månad.

### 2008-2023
2008 CD – Gospelfavoriter. Joybells med gästartisterna Jerry Williams, Gladys Del Pilar, Nanne Grönwall, Magnus Carlsson, Sahlene, Björn Skifs, Anne-Lie Rydé, André de Lang, Magnus Bäcklund, Anders Ekborg och Jessica Andersson.
2010 CD – At Your Service.
2011 Konsert med Shirley Clamp i Garphyttans Folkets Park.
2012 Norrlandsturné. Gävle, Härnösand, Långsjöby, Vindeln, Storuman och Östersund.
2013 firade kören 50 år med en stor jubileumskonsert i Conventum Kongress. 300 sångare från olika epoker deltog under konserten. Gästartist var Rickey Grundy som även ledde kören i flera sånger. 
2015 CD – Glorify Your Name. Samtliga körarrangemang på CD:n var skrivna av körmedlemmar. 20 kr av varje såld skiva gick till Barnhjälpen. Joybells stöttade specifikt ett projekt för flickor i Kairo att få bättre förutsättningar att gå i skolan.
2016 Östkustturné. Gamleby, Högby och Eksjö.
2016 Julkonsert med Gladys del Pilar, Olivia Thörn och Kristoffer Hilding.
2017 Turné Laxå, Lidköping och Tidaholm. 
2017 Julkonsert i Konserthuset med Samuel Ljungblahd och Ole Börud. 
2018 firade kören att den funnits i 20.000 dagar med en jubileumskonsert till förmån för Immanuelskyrkans nya kyrkbygge.
2018 Julkonsert med Pelle Ankarberg och Olivia Thörn i Immanuelskyrkan till förmån för kyrkbygget.
2019 Julkonsert med Evelina Gard i Immanuelskyrkan. 
2020 Inspelning av SVT-gudstjänst.  

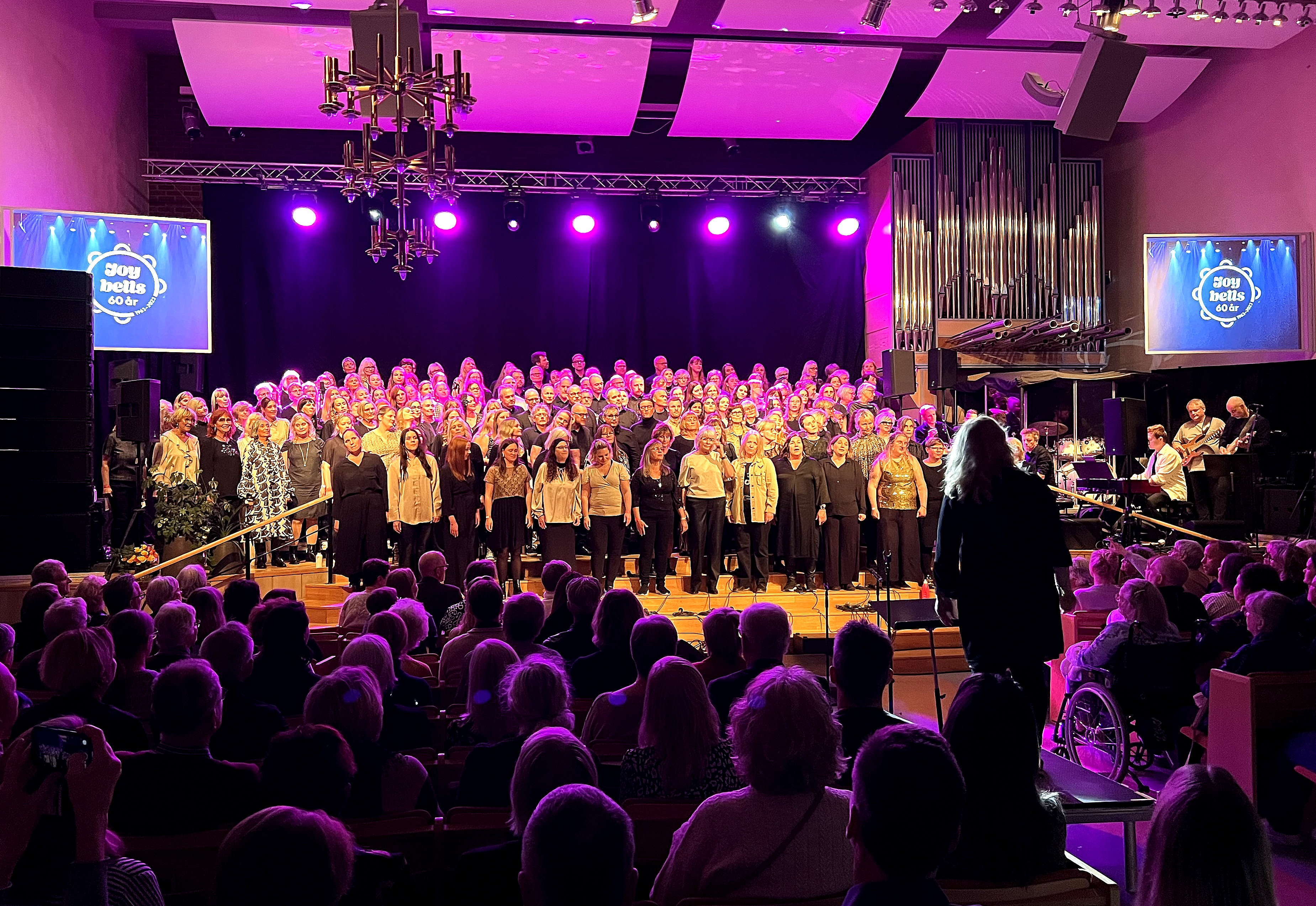
Joybells' 60-årskonsert den 14 okt 2023.

2021 Inte så mycket sämre – En gala på Hjalmar Bergmanteatern där Joybells framförde ”gamla” sånger i nya versioner.
2022 Singel – You Are Love med Pelle Ankarberg.
2022 Singel – I’ll Be Singing.
2023 firade kören 60 år med en utsåld konsert i Filadelfiakyrkan i Örebro. I Joybells Masschoir sjöng över 200 sångare och av dessa var ett 20-tal från 60-talets Joybells. På söndagen fortsatte firandet med en gospelgudstjänst i nya Immanuelskyrkan.  

## Körledare
1963-1973 – Bengt Halleby och Kjell Olausson
1973-1974 – Bengt Halleby och Lollo Konnebäck
1974 – Roland Bengtsson
1975-1984 – Calle Lilja
1984-1988 – Pelle Bengtson och Roland Johansson
1988-1996 – Anki och Magnus Spångberg
1996-2004 – Joakim Arenius
2000-2008 – Karolina Cederqvist
2000-2001 – Thomas Erdtman och Susanne Kjellgren
2005 – Elin Bergstrand
2005-2010 – Anna Wiborg
2009-2017 – Rebecka Hyltbring (Källner) 
2009-2014 – Jonatan Ronnheden (Dahlqvist)
2014-2016 – Samuel Henning
2018-2019 – Desirée Tibell
2016-2022 – Amanda Salminen
2019-2022 – My Kullsvik
2022-nuvarande – Shani Elbaz och Elin Bidenäs

## Socialt engagemang
Förutom sången var Joybells engagerad i Evangeliska Frikyrkans arbete bland HIV/AIDS-drabbade människor runt om i världen. Kören har också stöttat barnhemmet Faith Home i Indien under många år. Den har bidragit med katastrofhjälp till Bangladesh och Biafra, bidragit med pengar till en medicindepå i Centralafrikanska republiken och till ett hem för indianflickor i Brasilien samt ett daghem i Indien och ett i Paraguay. Därtill ett projekt för flickor i Kairo att få bättre förutsättningar att gå i skolan, Örebro Stadsmission.

## Utlandsresor
- 1968 Europa – Tyskland, Nederländerna och Schweiz
- 1972 Finland – Åland
- 1974 USA
- 1978 Norge – Drammen, Oslo
- 1982 Danmark – Bornholm
- 1983 Danmark – Bornholm
- 1984 Danmark
- 1991 Europa – Österrike, Frankrike
- 1993 USA
- 1993 Holland
- 1996 Tyskland
- 1997 Tyskland
- 1998/99 Holland
- 2000 USA
- 2002 Tyskland
- 2002 Norge
- 2003 Norge
- 2003 USA
- 2005 Tyskland
- 2006 Ryssland – Viborg
- 2007 Ryssland – Viborg
- 2008 Island
- 2009 Spanien
- 2014 Ryssland – Viborg

## Diskografi
1967 EP – Joybells – Ungdomskören Immanuel
1968 EP – Come on Children
1969 LP – Joybells – Oh Happy Day
1970 Singel – I´m Looking on the Bright Side
1971 LP – Jordan River
1973 LP – Joybells
1987 Singel – Save the People
1992 CD – I Won´t Turn Back
1995 CD – Joy & Praise
1995 CD – Julnatt – Sten Nilsson
1996 CD – Live in Germany
1998 CD – Having Church- live
2002 CD – Oh Happy Day 
2004 CD – What a Wonderful World
2008 CD – Gospelfavoriter.
2011 CD – At Your Service
2015 CD – Glorify Your Name
2022 Singel – I´ll Be Singing
2022 Singel – You are Love

## Artistsamarbeten
Kören har bland annat uppträtt med Céline Dion, Benny Andersson, Anders Glenmark, Triple & Touch, Mats Ronander, Marie Bergman och Sten Nilsson (från dansbandet Sten & Stanley).
Medverkande artister på Joybells skivor:
Rickey Grundy, Gladys del Pilar, Magnus Carlsson, LaGaylia Frazier, Jerry Williams, Anders Ekborg, Sahlene, Björn Skifs, Nanne Grönvall, Robert Wells, Jan Åström, Magnus Bäcklund, Anne-Lie Rydé, Jessica Andersson, André de Lang.
Joybells har också medverkat på flera andra artisters skivor:
Benny Andersson, Christer Sjögren, Anders Glenmark och Sten Nilsson.